# Aqualung Live
Aqualung Live è un album della band progressive rock inglese Jethro Tull, pubblicato nel 2005.

## Il disco
Aqualung Live è una versione dal vivo di Aqualung, con tutta probabilità l'album più famoso dei Jethro Tull, edito nel 1971.
La registrazione è stata effettuata durante un'esibizione riservata ad un'audience di quaranta invitati negli XM Studios di Washington.
Contiene una rivisitazione di tutte le canzoni dell'album che rese famosi i Jethro Tull in tutto il mondo ed interviste divise in sei tracce, dalla 12 alla 17.
Il ricavato delle vendite è stato destinato interamente ad associazioni benefiche in favore dei senzatetto.

## Tracce
1. Aqualung – 7:56
2. Cross-Eyed Mary – 4:34
3. Cheap Day Return
4. Mother Goose – 5:39
5. Wond'ring Aloud – 2:00
6. Up To Me – 3:35
7. My God – 8:27
8. Hymn 43 – 4:22
9. Slipstream – 0:59
10. Locomotive Breath – 5:19
11. Wind Up – 6:40
12. Riffs - Another Monkey – 1:27
13. Recording the Original – 2:05
14. Choosing My Words with Care – 1:17
15. Hummmmmm 43 – 0:35
16. A Different Kettle of Very Different Fish – 1:02
17. But is it Good? – 1:42

## Formazione
- Ian Anderson - voce, flauto traverso, chitarra acustica
- Martin Barre - chitarra elettrica
- Andrew Giddings - organo, pianoforte, tastiere
- Doane Perry - batteria, percussioni
- Jonathan Noyce - basso